# Максимів Володимир Вікторович
Володи́мир Ві́кторович Макси́мів — старший солдат Збройних сил України.

## Бойовий шлях
Старший солдат батальйону «Донбас», псевдо «Макс». До лав «Донбасу» прийшов з самого початку його створення; брав участь у майже всіх операціях, котрі здійснював підрозділ. Майже тиждень вів вуличні бої після спроби зайняття Іловайська, здійснював це спільно, зокрема із кулеметником Павлом Петренком-«Бані». Змогли колоною вийти із Іловайська без втрат, після того злучилися із батальйоном «Дніпро» та розділилися на дві групи. Колону, в котрій рухався Володимир, очолив Андрій Журавленко-«Восьмий». Російські військові 4 танки пропустили, потім підбили в колоні МТ-ЛБ та обстрілюють, колона починає вириватися хаотично. Поранило командира 4-ї роти «Тура», в тому часі вибухом поранило і Володимира, першу медичну допомогу надав медик Юрій Соловйов-«Фокс» (пізніше зник безвісти). У КРаЗі Максимів двох вояків убило. «Макс» тим, хто міг рухатися, наказує згрупуватися, зуміли знешкодити російський танк, який на той час заклинило, полонили п'ятьох російських солдатів-строковиків. По рації не зміг з'єднатися з командуванням, пішов пішки — серед обвуглених трупів зумів упізнати лише «Восьмого». Зуміли поранених убезпечити в підвалі. Домовилися з росіянами, щоб вони перев'язали поранених і передали «Червоному Хресту», вирішили вранці пробиратися. Однак вранці росіяни вже роззброювали тих, хто вижили, потрапив до полону. В групі, у якій був Володимир, до полону потрапило 200—250 чоловік. Під час етапування зумів вислизнути, півдня переховувався, потім, знаючи місцевість, повернувся до Іловайська та на автівці з іще одним чоловіком вибрався до українського КПП. Вночі зупинились біля міліцейського відділку, передзвонив комбату, той повідомив, що ця місцевість зайнята терористами. Залягли, через 3 години їх забрали українські військовики.
Після того брав участь у боях за Дебальцеве.
Зазнав шість поранень, потрапив до полону, зумів звідти втекти. Надалі служить у бригаді швидкого реагування НГУ.

## Нагороди
За особисту мужність, сумлінне та бездоганне служіння Українському народові, зразкове виконання військового обов'язку відзначений — нагороджений
- орденом «За мужність» III ступеня (3.11.2015).